# Árvay Alica
Árvay Alica, születési neve Korber, írói álnevei Fábián Nóra, Fábián N. (Komárom, 1970. április 11. –) szlovákiai magyar szellemi szabadúszó. Író (is), interdiszciplináris kutatásokkal és üzleti kommunikációval foglalkozik. Két évtizedig élt Budapesten, de 2016-tól Sevenoaksban (UK) él és alkot. Rendes tagja a Magyar Műfordítók Egyesületének, a Magyar Újságíró Szövetség Külügyi Szakosztályának és a Writer’s Guild of Great Britain-nek (a brit írók szakszervezetének). 
Húszas éveiben Londonban a Birkbeck College-ban és a Courtould Institute-ban tanul művészettörténetet. Ide később visszatér ezeket befejezni. Ekkor posztgraduális képzés keretében a hálózatkutatás és művészettörténet kapcsolatát vizsgálja. Egyetemi diplomáját azonban Budapesten, az Eötvös Loránd Tudományegyetem angol nyelv és irodalom szakán szerezte.

## Korai évek
Az Új Forrás 1987-ben egy anonim szépírói-szépirodalmi pályázatot hirdet magyarországi és határon túli középiskolások számára, amelyet megnyer. 1993-ban egy drámaírói pályázaton ér el harmadik helyezést. Gimnázium után Fábián Nóra/N. írói néven szépirodalmi műveket publikált az Irodalmi Szemlében és a Kalligramban. Ebben az időszakban két-három antológián kívül két önálló novellakötete jelent meg. Szépirodalmi szárnypróbálgatásairól így beszél első kritikusa, Tóth László „Fábián N. Álmok Júdeában című novelláskötetével egyértelműen igazolja, hogy (...) nemigen akad szlovákiai magyar író – összmagyar viszonylatban sincs sok párja –, aki nála tudatosabb, tanultabb és – ez sem utolsó szempont – szebben szóló művésze lenne az írott szónak.”
1997-2000 között a Fórum Társadalomtudományi Intézet számára fordított politikai híreket és  szociológiai tanulmányokat.

## Szakmai életút
Jelenleg főként nemzetközi professzionális üzleti kommunikációval foglalkozik. 
Nevéhez köthető az első legnagyobb közép-európai projektmenedzsment képzés koncepciójának fejlesztése és projektmenedzsmentje, a Project Zone. A Stamford Global Kft. képzést nyújtó intézményként e program alapján nyerte el akkreditációját 2009-ben a következő négy évre a Project Management Institute-tól (PMI).
Konferenciaproducerként első rendezvénye a piacon rendkívül sikeres Project Zone. 
A képzés koncepciója és metodológiája jelentős üzleti siker, amely új piacokat nyitott meg. Gregory Balestrero, a PMI elnöke és korábbi igazgatója az erre a koncepcióra alapuló képzést így jellemezte: „A Project Zone Csúcstalálkozók a legmagasabb szintű PM rendezvények, amelyek jobb költséghatékonyságot és üzleti sikerben kézzelfogható eredményeket tudnak nyújtani a vállalatoknak mindazzal, amit alkalmazhatnak az itt megtanult legjobb projekt-, program- és portfólió-menedzsment gyakorlatból. Az esemény tartalma alaposan rendszerezett és átgondolt. Számomra abban a versengéssel teli a világban, ami ezt a témát körülveszi, ez a tartalom különbözteti meg ezt a rendezvényt az összes többitől. Ez olyan magas szintű esemény, amelyen  gondolkodásra és tudásuk átgondolására késztetik a résztvevőket mindazzal, ahogyan az előadók felvonulnak és a témák felépülnek. Ez egy nagyszerűen kidolgozott esemény. ”
A Project Zone koncepció közel-keleti igényekre adaptált képzésprogramja is elkészült és számos csúcselőadót vonzott. 
Kulturális projektmenedzserként hozta létre egyebek között a Láthatatlan Légió kiállítást (2009, Fővárosi Művelődési Ház), ezen a saját grafikáit is kiállította. (Művésztársai: Dobó Judit, Gidófalvy Réka, Renato Calcagno Antonio Santos, Sárosdi Lilla, Molnár Boglárka és mások)
2010-ben az Európai Tudásközpont előzetes együttműködés után kutatási asszisztensi munkát ajánlott számára a projektmenedzsment/munkaszervezés megújítását és ember-gép kommunikációjának megtervezését célzó alkalmazott kutatás területén.  
2011-ben részt vett a Tudomány Világfórumán.2009‑2015: Grafikai továbbképzés (Masztodon, kreatív igazgató: Csorba Katalin Szvetlána): a vizuális kommunikáció mesterfogásait tanulta meg.
Art’s Harmony Társaság: grafikus, online-marketing menedzser, pályázatíró, projektmenedzser. 
2015: Részt vesz az ENSZ Humanitárius Világ-csúcstalálkozóján.
2015: létrehozta a Leisure for Pleasure Society-t (LPS), a szakmabelieknek szóló nemzetközi irodalmi rendezvénysorozat-koncepciót; előkészítette az ehhez kapcsolódó projekteket is.
Stratégiai kommunikációs szakértői munkái mellett folyamatosan foglalkozik kreatív projektekkel és alkot.
2018: A Birkbeck Egyetem művészettörténeti szakán interdiszciplináris kutatásokkal foglalkozik.

## Művei
- Fábián N.: Álmok Júdeában; Kalligram, Pozsony, 1994 (Kortárs magyar próza) ISBN 80-7149-085-7
- Fábián Nóra: A nagyváros meséi; Pesti Kalligram, Budapest, 2002 ISBN 80-7149-500-X

### Antológiák
- Piknik a Szaharában, Lilium Aurum Kft.-NAP Kiadó, Dunaszerdahely, 1993, Fábián Nóra: Emberre-halálra, Elfutó dallam, Megjegyzések Mórocz Mária (P)rózája kapcsán, ISBN 80-85704-05-6

- Kapun kívül, Kriterion-Pelikán Kiadó, Kolozsvár, 1993. ISBN 963 80 95 06 7 (Fábián Nóra: Az ajtón kívül)
- Magyar szárnyvonalak, Present Könyv és Lapkiadó, Budapest, 1999. ISBN 963 85816 8 9 (Fábián Nóra: A nagyváros meséiből)

### Fordításai
- Az idő története (The Story of Time), szerk. Lippincott, Kristen, Perfekt Könyvkiadó, Budapest, 2002. fordítók: Soproni András, Árvay Alica, Bódis Helga, ISBN 963-394-483-X
- Fuller, Steve: Az entellektüel (The Intellectual), Napvilág Kiadó, Budapest, 2007. ISBN 963 9350 78 8
- Surowiecki, James: A tömegek bölcsessége (The Wisdom of Crowds), Napvilág Kiadó, Budapest, 2008.; ISBN 9789639350922

### Cikkei
- Ház a Durnsford Road-on (eredetileg megjelent a Kalligram folyóiratban, 2000), https://web.archive.org/web/20160305061938/http://www.kalligram.eu/Kalligram/Archivum/2000/IX.-evf.-2000.-marcius/Haz-a-Durnsford-Road-on
- Az ecce homo status quója – Philoktétész (eredetileg megjelent a Z’Artkorban, 2009)[2][3]
- Ki nézi a Leonce és Lénát – Maladype (eredetileg megjelent a Z’Artkorban, 2009)[4]
- Kottabosz a színes csarnokban (eredetileg megjelent a Kalligram folyóiratban, 2010), http://www.kalligram.eu/Kalligram/Archivum/2010/XIX.-evf.-2010.-oktober/Kottabosz-a-tarka-csarnokban%5B%5D
- Amikor eltűnik a platonikus sár, Steiger Kornél: Tanulmányok az antik görög filozófiáról (Gondolat Kiadó, 2010)[5] (eredetileg megjelent az Olvass Bele online kiadványban)
- The Time to Invest is Now, (megjelent a Diplomacy & Trade-ben, 2012)[6]
- The War for Talents, megjelent a Diplomacy & Trade-ben, 2012)[7]
- The Social Michelin Guide of Trust, megjelent a Diplomacy & Trade-ben, 2012)[8]
- Perspectives in Goulash Valley, megjelent a Diplomacy & Trade-ben, 2012)[9]
- Trial and Lesson of Cooperation, megjelent a Diplomacy & Trade-ben, 2012)[10]
- Shot stories of Europe or the Architecture of Images, megjelent a Diplomacy & Trade-ben, 2012)[11]
- Hungary and Europe, megjelent a Diplomacy & Trade-ben, 2012)[12]
- Proposal to Redraw the Energy Landscape, megjelent a Diplomacy & Trade-ben, 2012)[13]
- Distribution of EU subsidies, megjelent a Diplomacy & Trade-ben, 2012)[14]
- Makers and Making of Decisions, megjelent a Diplomacy & Trade-ben, 2012)[15]
- Going, going, gone, megjelent a Diplomacy & Trade-ben, 2012)[16]
- Close Enough, megjelent a Diplomacy & Trade-ben, 2012)[17]
- Living Heritage, the Hungarian Pere-Lachaise, megjelent a Diplomacy & Trade-ben, 2012)[18]
- Strawing small pebbles in an untended garden, megjelent a Diplomacy & Trade-ben, 2012)[19]
- Passion and Knowledge in the Bedő Collection, megjelent a Diplomacy & Trade-ben, 2012)[20]
- University of Omniscience 20 relaunched, megjelent a Diplomacy & Trade-ben, 2012)[21]